# Dimitrie Cozacovici
Dimitrie Cozacovici (Cosacovici) (n. 1/12 ianuarie 1790, Metsovo, Epir, Grecia – d. 31 august 1868, București, România) a fost un istoric și filolog aromân, membru fondator (1866) al Academiei Române (Societății Academice Române).
Cozacovici a fost un aromân din Mețovo (în aromână Aminciu) și unul dintre principalii reprezentanți ai mișcării naționale aromâne timpurii. A emigrat în Țara Românească din sentimente de mândrie națională și a devenit ofițer în Armata Munteniei în anul 1834. Eforturile sale au condus la înființarea unui comitet aromân la București. Numele lui de familie este scris uneori Cosacovici (inclusiv în lucrarea C.J. Cosmesco, „Dimitrie Cosacovici și aromânismul. Mémoire présenté à l'Académie roumaine”, 26 martie 1903. sau Cazacovici.